# معركة بقدورة
معركة بقدورة معركة وقعت في سنة 123 هـ بين ثوار الأمازيغ والجيش الأموي الذي يقوده كلثوم بن عياض القشيري، وانتهت بهزيمة جيش الأموي ومقتل كلثوم بن عياض.

## أحداث المعركة
استعمل والي أفريقية عبيد الله بن الحبحاب السلولي على طنجة وما والاها عمر بن عبد الله المرادي. فأساء السيرة وتعدى في الصدقات والقسم. وأراد أن يخمس البربر وزعم أنهم فيء للمسلمين، وذلك ما لم يرتكبه عامل قبله. وإنما كانت الولاة يخمسون من لم يجب منهم إلى الإسلام. فانتقضت البربر بطنجة على عبيد الله وتداعت عليه بأسرها، وذلك في سنة 122 هـ. وهي أول فتنة كانت بإفريقية في الإسلام.
خرج ميسرة المطغري وقتل عمر المرادي. وظهر بالمغرب في ذلك الوقت قوم جرت منهم دعوة الخوارج الصفرية، وصار منهم عدد كبير وشوكة قوية. ثم بعث عبيد الله بن الحبحاب الجيوش من أشراف العرب لقتال المطغري، وجعل عليهم خالد بن أبي حبيب الفهري . وأردفه بحبيب بن أبي عبيدة الفهري. فسار خالد حتى أتى ميسرة دون طنجة. فالتقوا واقتتلوا قتالاً لم يسمع بمثله. ثم انصرف ميسرة إلى طنجة. فأنكرت عليه البربر سوء سيرته، وتغيروا عما كانوا بايعوه عليه، وكان قد بويع بالخلافة فقتلوه وولوا أمرهم لخالد بن حميد الزّناتي.
ثم التقى خالد بن أبي حبيب بالبربر، وكان بينهم قتال شديد. فبينما هم كذلك إذ غشيهم خالد بن حميد الزناتي بعسكر عظيم. فانهزم أصحاب خالد بن أبي حبيب. وكره هو أن ينهزم فألقى بنفسه هو وأصحابه فقتل هو ومن كان معه، ولم يسلم منهم أحد. وقتل في هذه الوقعة حماة العرب وفرسانها فسميت وقعة الأشراف.
وانتقضت البلاد واختلفت الأمور على عبيد الله. فاجتمع الناس وعزلوه وبلغ ذلك الخليفة الأموي هشام بن عبد الملك فقال: هل قتل أولئك الرجال الذين كانوا يقدمون علينا من العرب؟ ( يعني أشراف القيروان من سادة العرب الذين قتلوا بالمعركة) . قيل: نعم فقال: والله، لأغضبن لهم غضبة عربية، ولأبعثن إليهم جيشاً أوله عندهم وآخره عندي. ثم لا تركت حصن بربري إلا جعلت إلى جانبه خيمة قيسي أو تميمي.
وكتب وكتب إلى عبيد الله بن الحبحاب يستقدمه. فخرج في جمادى الأولى سنة 123 هـ ، وكان عبيد الله لما قدم بالسابق واليا على إفريقية استعمل على الأندلس عقبة بن الحجاج السلولي . فلما بلغ أهل الأندلس ثورة البربر وثبوا على عقبة فعزلوه. وولوا عليهم عبد الملك بن قطن الفهري ، ثم استعمل هشام بن عبد الملك على إفريقية كلثوم بن عياض القشيري، فقدم في شهر رمضان سنة 123 هـ، وقد عقد له على اثني عشر ألف فارس من أهل الشام. وكتب إلى والي كل بلد أن يخرج معه، فسار معه عمال مصر وبرقة وطرابلس وكان معه من القادة والوجهاء أبن اخيه بلج بن بشر القشيري وثعلبة بن سلامة العاملي والصميل بن حاتم وحسان بن عتاهية التجيبي الحصين بن الدجن العقيلي وثوابة بن سلامة الجذامي ويوسف بن بخت وغيرهم من وجهاء العرب، فاستخلف كلثوم بن عياض على القيروان قاضي إفريقية عبد الرحمن بن عقبة الغفاري، وكان القائد حبيب بن أبي عبيدة الفهري غائبا يقاتل البربر، فسار كلثوم ومن معه حتى وافى البربر، وهم على وادي طنجة، وهم في ثلاثين ألفاً.
وتوجه إليهم خالد بن حميد الزناتي فصاروا في جميع كبير، فالتقوا واقتتلوا قتالاً شديداً فقتل كلثوم بن عياض وحبيب بن أبي عبيدة الفهري، وسليمان بن أبي المهاجر، ووجوه العرب. وانهزمت العرب، وكانت هزيمة أهل الشام إلى مدينة سبتة ثم أتجهوا إلى الأندلس، وهزيمة أهل مصر وأهل إفريقية إلى إفريقية، وأستطاع حسان بن عتاهية التجيبي حماية مؤخرة الجيش بعد الانسحاب وقاتل البربر قتالا شديداً .
ولما بلغ أهل إفريقية مقتل كلثوم، زاد فيها الأضطراب، فثار عكاشة بن أيوب الفزاري مخالفاً على الناس بمدينة قابس، وكان على مذهب الخوارج الصفرية، وهو الذي قدم على طليعة أهل الشام مع عبيد الله بن الحبحاب فسار إليه عبد الرحمن بن عقبة الغفاري فقاتله. فانهزم عكاشة، وقتل كثير من أصحابه، وتفرق من بقي منهم.
لما بلغ هشام بن عبد الملك ذلك، بعث والي مصر حنظلة بن صفوان الكلبي والياً على إفريقية، فقدمها في شهر ربيع الآخر سنة 124 هـ. فلم يمكث بالقيروان إلا قليلاً حتى زحف عكاشة بن أيوب الفزاري زعيم الخوارج الصفرية في جمع عظيم من البربر، لم ير أهل إفريقية مثله ولا أكثر منه، وكان لما انهزم عكاشة بالسابق، جمع قبائل البربر. وزحف إلى حنظلة بن صفوان والي أفريقية الجديد، وأنضم إلى عكاشة بن أيوب الفزاري زعيماً أخر وهو عبد الواحد بن يزيد الهواري في عدد عظيم، فأخذ عكاشة على طريق مجانة فنزل القرن، وأخذ عبد الواحد على طريق الجبال فنزل طبيناس، وعلى مقدمته أبو قرة المغيلي. فرأى حنظلة أن يعجل قتال عكاشة قبل أن يجتمعا عليه، فزحف إليه بجماعة أهل القيروان. والتقوا بالقرن وكان بينهم قتال شديد فني فيه خلق كثير. فأنهزم عكاشة والخوارج . وقتل منهم ما لا يحصى عددة. وانصرف حنظلة إلى القيروان خوفاً أن يصلها عبد الواحد قبلة.
ولما وصل عبد الواحد إلى باجة، أخرج إليه حنظلة رجلاً من بنو لخم في أربعين ألف فارس. فقاتلوه بباجة شهراً في الخنادق والوعر. ثم انهزم اللخمي إلى القيروان، وفقد ممن معه عشرين ألفاً.
ونزل عبد الواحد بالأصنام من جراوة ثلاثة أميال عن القيروان، وكان في ثلاثمائة ألف. فأخرج حنظلة جميع ما في الخزائن من السلاح، ونادى في الناس. فكان يعطي لكل منهم درعاً وخمسين ديناراً. فلم يزل يفعل ذلك حتى كثر عليه الناس، فرد العطاء إلى أربعين ثم إلى ثلاثين. ولم يقدم إلا شاباً قويّاً. فعبأ الناس طول ليلته والشمع حوله وبين يديه. فعبأ في تلك الليلة خمسة آلاف دارع وخمسة آلاف نابل. وأصبح وقدّم للقتال. وكسرت العرب جفون سيوفها حمية ونخوة، والتقوا واقتتلوا. ولزم الرجال الأرض وجثوا على الرّكب فانكسرت ميسرة العرب وميسرة البربر ثم كرت ميسرة العرب على ميمنة البربر. فكانت الهزيمة على البربر. وقتل عبد الواحد زعيم الخوارج وأتي برأسه لحنظلة بن صفوان فخر ساجداً لله شكراً. وقيل: إنه ما علم في الأرض مقتلة أعظم منها للبربر . وكانوا على مذهب الخوارج الصفرية يستحلون الدماء وسبي النساء. ثم أتي بعكاشة أسيراً فقتله حنظلة. وكتب بذلك إلى الخليفة هشام بن عبد الملك ، فكان الليث بن سعد يقول: ما غزوة كنت أحب أن أشهدها بعد غزوة بدر أحب إلى من غزوة القرن والأصنام ، وهي الغزوة التي أوقفت الخوارج بعد انتصارهم في معركة بقدورة وقضت على شوكتهم في أفريقية.